# MapChart
MapChart es una herramienta cartográfica basada en la web, lanzada en 2014, proporciona herramientas para crear mapas personalizables en presentaciones y proyectos así como visualizar datos y tendencias relacionadas con la geografía a la creación de mapas didácticos para fines recreativos.

## Descripción general

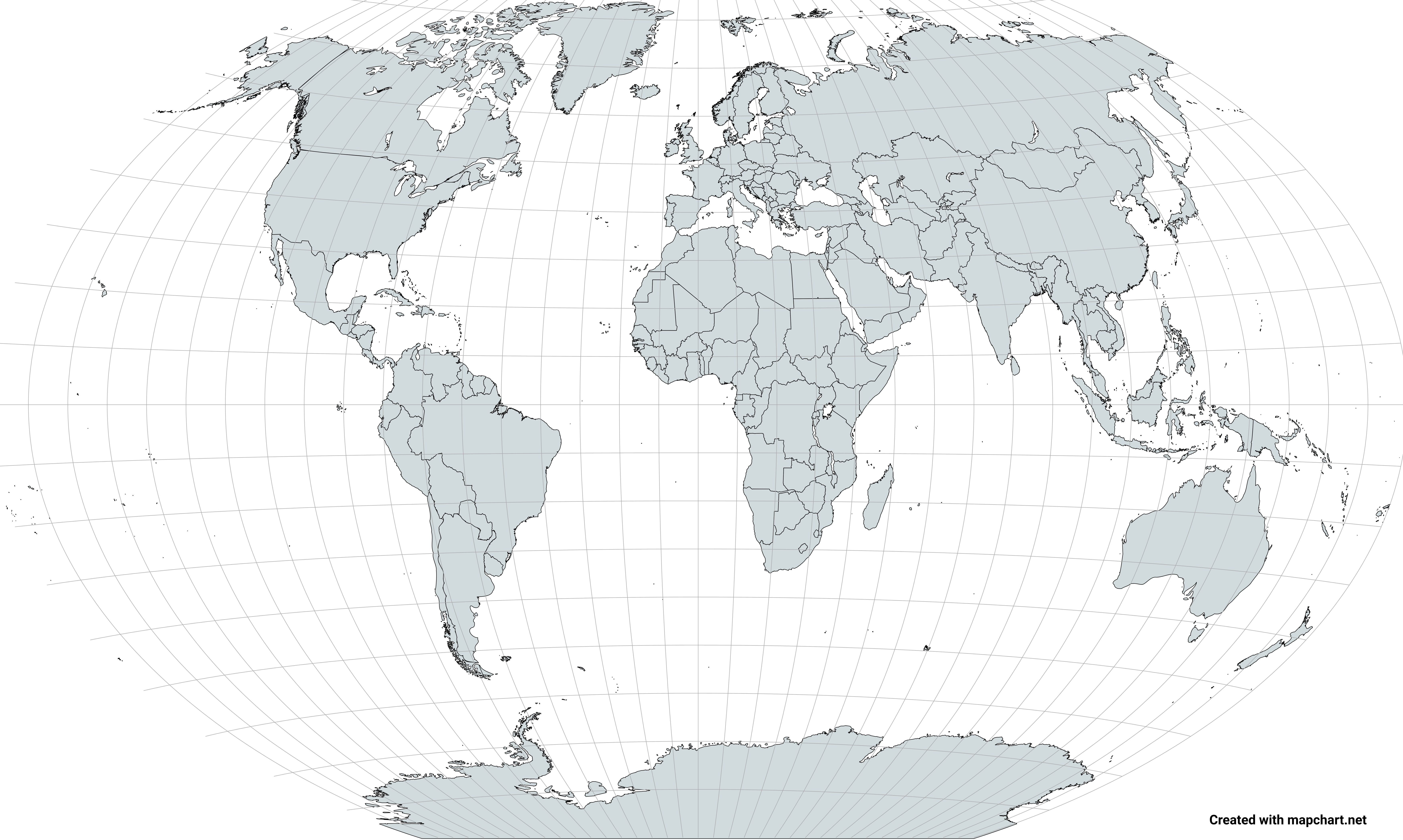
Mapa mundial en MapChart

MapChart fue creado en diciembre de 2014 por Minas Giannekas como una herramienta para crear mapas electorales de Grecia. El proyecto comenzó como una solución personal para visualizar los resultados electorales, pero rápidamente se expandió para incluir mapas del mundo y otras regiones, posteriormente en 2020 fue lanzada la aplicación para móvil a través de Play Store. Entre las herramientas disponibles se pueden generar representaciones cartográficas en base de colores y con datos generales donde los usuarios pueden editar en diversas escalas incluyendo subdivisiones, países regiones y continentes.
Los mapas generados a través de MapChart están sujetos a la licencia Creative Commons Atribución-CompartirIgual 4.0 (CC BY-SA 4.0). Además de la representación de mapas del mundo real, MapChart ofrece opciones para la creación de mapas basados en escenarios de ficción y de historia alternativa. Estos incluyen mapas inspirados en obras como Europa Universalis IV, Hearts of Iron, Juego de Tronos y otros universos. La actual paleta de colores predeterminada en la web como en la app es ColorBrewer hecha por Cynthia Brewer.

## Funciones
Seleccionado un mapa base en MapChart, se activa una sección de edición interactiva que permite personalizar la representación visual, tales herramientas incluyen:

### Capacidades básicas
Entre sus capacidades de mapeo, se incluyen:
- Coloración y etiquetado personalizados de regiones.
- Múltiples proyecciones y estilos de mapas.
- Soporte para varias divisiones geográficas:
  - Países y territorios.
  - Estados y provincias.
  - Condados y distritos.
  - Regiones personalizadas.
- Opciones de personalización detalladas:
  - Múltiples esquemas de color.
  - Etiquetas y texto personalizados.
  - Creación y edición de leyendas.
  - Personalización del borde.
- Opciones de exportación en varios formatos.

### Funciones especializadas
- Capacidades de integración de datos con software de hojas de cálculo.
- Optimización móvil para diferentes tamaños de pantalla.
- Funciones colaborativas para proyectos en equipo.
- Actualizaciones periódicas con nuevos territorios y cambios de límites.

También ofrece acciones como el guardado del archivo ya sea mediante imagen PNG, .txt y SVG así como la selección de temas de mapas, también permite la  previsualización de la imagen antes del guardado.

## Usos destacados
Se ha implementado en varios niveles de gobierno y organizaciones políticas. Además de ser utilizado en reuniones informativas del gobierno de Estados Unidos, incluidos materiales preparados para la entonces vicepresidenta Kamala Harris. El Instituto Fordham lo ha implementado para el análisis de políticas educativas, así mismo diversas instituciones estatales, educativas e internacionales.